# 短剣符
短剣符（たんけんふ）は欧文の約物の一つ。「†」（短剣符、剣標、ダガー、オベリスク）と、その変形の「‡」（二重短剣符、二重剣標、ダブルダガー、ダブルオベリスク）がある。
いくつかの異なる分野において各個違った意味を持つ記号やシンボルマークとして用いられている。

## 起源
元々ローマ・カトリック教会の典礼書において、聖歌の楽譜の中の小休止を示すのに用いられたのが起源であると言われる。

## 用途
現在では引用元などの脚注の存在を示すために用いられることが多い。
学術雑誌で、著者の名前の肩に記号を置き、脚注に所属を示すなどの用途で短剣符や二重短剣符が用いられることがある。技術雑誌で、専門用語の肩に記号を置き、脚注で用語解説するために用いることもある。
他に、剣が十字架のようにも見えることから、キリスト教圏での墓と見立て、人名や日付の後ろに置いて、死亡した人の名前や歿年を表したり（ウィクショナリーを参照）、特に戦死した人を示すのに用いる事もある。
また、生物の種名や言語名、それらのグループ名の前もしくは後につけて、すでに絶滅していることや死語となっていることを示すために用いられることもある。

### その他の用途
以下のような用法がある。
- 仏和辞典などでは有音のhを表す符号として用いられる。
- ヨーロッパの鉄道時刻表では「日曜休日」を表す記号として頻繁に用いられている。
- 量子力学では、演算子 A のエルミート共役を A† で表す。
- 複十字シール - 公益財団法人結核予防会により結核の予防を目的として創られたシール。
- 化学では遷移状態の種を表す。

## 符号位置
| 記号 | Unicode | JIS X 0213 | 文字参照                  | 名称         |
| ---- | ------- | ---------- | ------------------------- | ------------ |
| †    | U+2020  | 1-2-87     | &dagger; &#x2020; &#8224; | ダガー       |
| ‡    | U+2021  | 1-2-88     | &Dagger; &#x2021; &#8225; | ダブルダガー |